# Paul Anspach
Paul Anspach (1. dubna 1882 Burcht – 28. srpna 1981 Brusel) byl belgický šermíř, člen klubu Cercle d'Escrime de Bruxelles a kapitán reprezentace kordistů. Olympijským vítězem v šermu byl i jeho bratranec Henri Anspach.
Pocházel ze zámožné pokřesťanštěné židovské rodiny, jeho prastrýc Jules Anspach byl bruselským starostou. Pracoval jako právník, vedle šermu se věnoval i fotbalu. Zúčastnil se čtyř olympijských her. V roce 1908 získal v soutěži družstev bronzovou medaili, v roce 1912 vyhrál soutěž jednotlivců i družstev, obsadil také dvanácté místo mezi fleretisty. V první světové válce bojoval jako dobrovolník belgické armády. Na olympiádách v letech 1920 a 1924 skončil s belgickým družstvem kordistů pokaždé na druhém místě. V letech 1932 až 1950 byl (s výjimkou válečné přestávky) nejvyšším představitelem Mezinárodní šermířské federace. V roce 1976 mu byl udělen Olympijský řád. Zemřel ve spánku ve věku 99 let.